# Cal Fuster (Teià)
Cal Fuster és una obra de Teià (Maresme) inclosa a l'Inventari del Patrimoni Arquitectònic de Catalunya.

## Descripció
Masia coberta amb una teulada de dues vessants i amb el carener perpendicular a la façana principal. És una construcció de planta baixa i pis. Exteriorment destaquen les llindes, els brancals i els llindars de la porta i les finestres construïts amb carreus de pedra de granit, iguals que els angles de la casa. El repintat de la casa fa destacar especialment aquests elements.
Interiorment la casa conserva les bigues de fusta.